# Elena Aragón de la Torre
Elena Aragón de la Torre (Chiclana de la Frontera, España, 25 de septiembre de 1995) es una jugadora española de fútbol sala. Juega de ala-pívot y su equipo actual es el Poio Pescamar de la Primera División de fútbol sala femenino de España.

## Trayectoria
Comenzó jugando en equipos de su ciudad natal en Chiclana de la Frontera, posteriormente pasó a jugar en el Cádiz FSF, donde consiguió el ascenso a primera división en la temporada 2016-17 y ya en la temporada 2018-19 fichó por el CD Leganés FS, permaneciendo 2 años hasta que la temporada 2020-21 ficha por el CD Burela FS. En diciembre de 2020 juega la Copa de la Reina y fue la autora del gol que le dio el título al equipo, en enero de 2021 consigue la Supercopa de España. En la temporadada 2022-23 ficha por el Poio Pescamar.

## Estadísticas

### Clubes
Actualizado al último partido jugado el 26 de junio de 2022.
| Club | Div.          | Temporada     | Liga  | Liga  | Liga       | Liga      | Copas nacionales(1) | Copas nacionales(1) | Copas nacionales(1) | Copas nacionales(1) | Torneos internacionales(2) | Torneos internacionales(2) | Torneos internacionales(2) | Torneos internacionales(2) | Total(3) | Total(3) | Total(3)   | Total(3)  |
| Club | Div.          | Temporada     | Part. | Goles | Amonestado | Expulsado | Part.               | Goles               | Amonestado          | Expulsado           | Part.                      | Goles                      | Amonestado                 | Expulsado                  | Part.    | Goles    | Amonestado | Expulsado |
| --- | ------------- | ------------- | ----- | ----- | ---------- | --------- | ------------------- | ------------------- | ------------------- | ------------------- | -------------------------- | -------------------------- | -------------------------- | -------------------------- | -------- | -------- | ---------- | --------- |
| Cádiz FSF · España |               |               |       |       |            |           |                     |                     |                     |                     |                            |                            |                            |                            |          |          |            |           |
| 2.ª |               |               |       |       |            |           |                     |                     |                     |                     |                            |                            |                            |                            |          |          |            |           |
| |               | -             | -     | -     | -          | -         | -                   | -                   | -                   | -                   | -                          | -                          |                            | -                          | -        | -        |            |           |
| 1.ª |               |               |       |       |            |           |                     |                     |                     |                     |                            |                            |                            |                            |          |          |            |           |
| 2017-18 | 28            | 10            | 10    | 0     | 1          | 0         | 0                   | 0                   | -                   | -                   | -                          | -                          | 29                         | 10                         | 10       | 0        |            |           |
| Total club | Total club    | 28            | 10    | 10    | 0          | 1         | 0                   | 0                   | 0                   | -                   | -                          | -                          | -                          | 29                         | 10       | 10       | 0          |           |
| Leganés FS · España | 1.ª           |               |       |       |            |           |                     |                     |                     |                     |                            |                            |                            |                            |          |          |            |           |
| Leganés FS · España | 1.ª           | 2018-19       | 29    | 8     | 3          | 0         | -                   | -                   | -                   | -                   | -                          | -                          | -                          | -                          | 29       | 8        | 3          | 0         |
| Leganés FS · España | 1.ª           | 2019-20       | 22    | 10    | 11         | 1         | 2                   | 0                   | 1                   | 0                   | -                          | -                          | -                          | -                          | 23       | 0        | 2          | 0         |
| Leganés FS · España | Total club    | Total club    | 51    | 18    | 14         | 1         | 2                   | 0                   | 1                   | 0                   | -                          | -                          | -                          | -                          | 53       | 18       | 15         | 0         |
| CD Burela FS · España |               |               |       |       |            |           |                     |                     |                     |                     |                            |                            |                            |                            |          |          |            |           |
| 1.ª |               |               |       |       |            |           |                     |                     |                     |                     |                            |                            |                            |                            |          |          |            |           |
| 2020-21 | 22            | 2             | 0     | 0     | 5          | 1         | 0                   | 0                   | -                   | -                   | -                          | -                          | 27                         | 3                          | 0        | 0        |            |           |
| 2020-21 | 25            | 2             | 3     | 0     | 2          | 0         | 0                   | 0                   | -                   | -                   | -                          | -                          | 27                         | 2                          | 3        | 0        |            |           |
| Total club | Total club    | 47            | 4     | 3     | 0          | 7         | 1                   | 0                   | 0                   | -                   | -                          | -                          | -                          | 54                         | 5        | 3        | 0          |           |
| Total carrera | Total carrera | Total carrera | 126   | 32    | 27         | 1         | 10                  | 1                   | 1                   | 0                   | -                          | -                          | -                          | -                          | 136      | 33       | 28         | 1         |
| (1) Incluye datos de Copa de España / Supercopa de España. (2) Incluye datos de Campeonato de Europa de Clubes, Recopa y Copa Intercontinental. (3) No incluye datos de partidos amistosos. |               |               |       |       |            |           |                     |                     |                     |                     |                            |                            |                            |                            |          |          |            |           |

## Palmarés y distinciones
- Liga española: 1

2020-21.
- Copa de España: 3

2020, 2021 y 2022.
- Supercopa de España: 2

2020 y 2021.
- Campeonato de Europa de Clubes de fútbol sala femenino: 1

2021
- Copa Galicia: 1

2020